# Aguirre-Passage
Die Aguirre-Passage (in Chile Canal Aguirre Cerda) ist eine Meerenge zwischen der Lemaire-Insel und der Danco-Küste im Westen des antarktischen Grahamlands. Sie stellt die nördliche Zufahrt zum Paradise Harbor dar.
Erstmals befahren wurde dieser Seeweg vom Forschungsschiff Belgica im Rahmen der Belgica-Expedition (1897–1899) unter Leitung des belgischen Polarforschers Adrien de Gerlache de Gomery. Chile unterhielt zwischen 1951 und 1973 am Waterboat Point, einer Landspitze innerhalb der Passage, eine Forschungsstation. Benannt wurde die Passage von Teilnehmern der Fünften Chilenischen Antarktisexpedition (1950–1951) nach Pedro Aguirre Cerda (1879–1941), Präsident Chiles von 1938 bis 1941.